# Вучедолска голубица
Вучедолска голубица, тачније вучедолска јаребица, је најпознатија керамичка посуда с археолошких ископина на Вучедолу. Моделована у облику голубице, постала је један од најпрепознатљивијих симбола града Вуковара, у чијој се близини налази Вучедол. Имала је култну намену као кадионица. Тамне је боје, украшена белом инкрустацијом (машнице, огрлица, низ валовитих и цик-цак црта на крилима) у урезаном украсу и орнаменту насталом жигосаним убадањем. Иако је прозвана голубица, археолози сматрају да се заправо ради о птици јаребици.